# Сопейра
Сопейра (ісп. Sopeira, кат. Sopeira) — муніципалітет в Іспанії, у складі автономної спільноти Арагон, у провінції Уеска. Населення — 111 осіб (2009).
Муніципалітет розташований на відстані близько 430 км на північний схід від Мадрида, 95 км на схід від Уески.
На території муніципалітету розташовані такі населені пункти: (дані про населення за 2009 рік)
- Санторенс: 27 осіб
- Сопейра: 82 особи
- Пальєроль: 11 осіб

## Демографія
Динаміка населення (INE ):